# 富士通パーソナルズ
株式会社富士通パーソナルズ（ふじつうパーソナルズ、英: FUJITSU PERSONAL SYSTEM LIMITED）は、情報処理機器の販売及びマーケティングとサービスを行う富士通グループの企業である。

## 概要
主な取扱製品は、富士通製パソコンである。富士通製パソコン等のメーカー直販として、家電量販店やパートナー企業等を通じて、国内市場へ流通させており、その数は富士通製パソコンの１年間における国内総出荷台数の半数以上に及ぶ。

## 事業内容
- 富士通製パソコン、周辺機器の販売及びマーケティング
- 取引先やユーザーに対する各種技術サポート

## 沿革
- 1995年 - 富士通および富士通グループの卸販売会社6社のパーソナル機器販売部門を集約し、株式会社富士通パーソナルズを設立。
- 2001年 - FITS（富士通パーソナルズ・インターネット・トレーディング・サービス）開始
- 2001年 - 富士通モバイルテレコム株式会社と合併
- 2005年 - 本社事務所を東京都千代田区から東京都港区へ移転
- 2009年 - 子会社である株式会社FJPリテールサービスを設立
- 2017年 - 消費者向けパソコン販売ビジネスを、富士通クライアントコンピューティング株式会社へ事業移管
- 2020年 - 株式会社ティーガイアに、富士通パーソナルズリテールサービス（旧・FJPリテールサービス）を含む携帯電話販売事業を譲渡した[2]。

## 主要関係会社
- 富士通